# ماتياس بيليجريني
ماتياس بيليجريني (بالإسبانية: Matías Pellegrini)‏ هو لاعب كرة قدم أرجنتيني، ولد في 11 مايو 2000 في Magdalena, Buenos Aires ‏ في الأرجنتين. لعب مع إستوديانتيس دي لا بلاتا.

## وصلات خارجية
- ماتياس بيليجريني على موقع الدوري الأمريكي (الإنجليزية)
- ماتياس بيليجريني على موقع قاعدة بيانات كرة القدم.إي يو (الإنجليزية)
- ماتياس بيليجريني على موقع Soccerway.com (الإنجليزية)